# Bureau B
Bureau B (Eigenschreibweise: bureau b) ist ein deutsches Independent-Label aus Hamburg.

## Geschichte
Das Label wurde 2005 von Gunther Buskies gegründet, der auch schon Gründer von Tapete Records war. Zunächst wurden einige Klassiker aus Schlager, Beat und Popmusik wiederveröffentlicht, bevor sich der Fokus von Bureau B immer mehr zu Wiederveröffentlichungen aus Krautrock und Elektronischer Musik verschob. Gelegentlich finden sich auch Neuveröffentlichungen sowie NDW-Musiker im Programm.
Im Zuge der ersten Neuveröffentlichung des Label (faUst - C’est com...com...compliqué) im Jahre 2009, veranstaltete Bureau B im September 2019 eine 10-Jahr-Jubiläums-Tour durch die Städte Brüssel, Amsterdam, London, sowie Hamburg. Dort traten die labeleigenen Bands Datashock, Camera und auch faUSt auf, um diesen Anlass zu feiern.

## Bands (Auswahl)
Werke folgender Musiker und Bands wurden und werden über das Label veröffentlicht:
- 39 Clocks
- Andreas Spechtl
- Arbeit Schickert Schneider (ASS)
- Automat
- Karl Bartos
- Peter Baumann
- Brockmann // Bergmann
- Camera
- Camouflage
- Cluster
- Lloyd Cole
- Lloyd Cole / H.J.Roedelius
- Con-struct Series
- Datashock
- Deutsch Amerikanische Freundschaft
- Adelbert von Deyen
- DIN A Testbild
- Andreas Dorau
- Brian Eno
- E S B
- Esmark
- Faust
- Fehlfarben
- Harald Grosskopf
- Grosskopf & Kranemann
- Sven Grünberg
- Gurumaniax
- Gut & Irmler
- Harmonia
- Hearts No Static
- Junior Electronics
- Kammerflimmer Kollektief
- Kollektion Series
- Bernd Kistenmacher
- Kluster / Cluster / Qluster
- Kreidler
- Die Krupps
- La Düsseldorf
- Ninca Leece
- Like A Stuntman
- Dieter Moebius
- Moebius / Story / Leidecker
- Moebius / Neumeier / Engler
- Moebius + Tietchens
- Mani Neumeier
- Neumeier / Kawabata
- Hans Nieswandt
- OTTO
- Palais Schaumburg
- Richard Pinhas
- Der Plan
- Conny Plank
- Pyrolator
- Wolfgang Riechmann
- Hans-Joachim Roedelius
- Roedelius / Schneider
- Michael Rother
- Günter Schickert
- Schlammpeitziger
- Ulrich Schnauss
- Schnauss / Peters
- Schneider Kacirek
- Schneider TM
- Conrad Schnitzler
- Selekt Series
- Sølyst
- Station 17
- Tarwater
- Tellavision
- Asmus Tietchens
- Ulan Bator
- Von Spar
- Whirlpool Productions
- Ziguri